# Léxico-gramática
O léxico-gramática é simultaneamente um método e uma prática efetiva de descrição formal das línguas, desenvolvidos em paralelo por Maurice Gross a partir do fim dos anos 1960, o método e a prática nutrindo-se mutuamente.
A base teórica que fundamenta o léxico-gramática é o distribucionalismo de Zellig S. Harris,  e, em especial, a noção de transformação. As convenções de notação para a apresentação das informações gramaticais são concebidas para ser o mais simples e transparentes possível. A metodologia do léxico-gramática está inspirada nas ciências experimentais 
e dá enfoque à coleta dos fatos e, consequentemente, à conferição com a realidade dos usos linguísticos, do ponto de vista quantitativo (descrição
metódica do léxico) e qualitativo (precauções metodológicas). O léxico-gramática também prevê uma exigência de formalização. Os resultados da descrição devem ser formais o suficiente para que possam ser postos em prática por informatas no processamento automático das línguas, entre outras através da realização de analisadores sintáticos.
O modelo conceitual determina que os resultados da descrição tomam a forma de tabelas de dupla entrada, chamadas tabelas ou matrizes, que cruzam itens lexicais com as
propriedades sintático-semânticas. Os resultados obtidos constituem uma base de informações sintático-semânticas. As experiências comprovaram que vários indivíduos ou equipes podem alcançar uma cumulatividade de suas descrições.

## Base teórica
A base teórica que fundamenta o léxico-gramática é o distribucionalismo de Zellig Harris , e, em especial, a noção de transformação no sentido de Zellig Harris. Maurice Gross foi aluno de Zellig Harris. As convenções de notação para a apresentação das informações gramaticais são concebidas para ser o mais simples e transparentes possível. A vigilância sobre essa questão origina-se na teoria de Zellig Harris, que está orientada para a superfície diretamente observável; é uma diferença com a gramática gerativa, que normalmente recorre a estruturas abstratas como as estruturas profundas.

## Coleta dos fatos
A metodologia do léxico-gramática está inspirada nas ciências experimentais ; dá enfoque à coleta dos fatos  e, consequentemente, à conferição com a realidade dos usos linguísticos, do ponto de vista quantitativo e qualitativo.
Quantitativamente: o léxico-gramática inclui um programa de descrição metódica do léxico. Trata-se, necessariamente, de um trabalho em grande escala, realizável por equipes e não por especialistas isolados. A busca exclusiva de regras de sintaxe gerais, independentes do material lexical que manuseiam, é denunciada como um impasse. É uma diferença com a gramática gerativa, que valoriza mais a noção de generalização.
Qualitativamente: precauções metodológicas são aplicadas para garantir uma boa reprodutibilidade das observações e, em especial, para prevenir os riscos ligados aos exemplos construídos. Uma dessas precauções consiste em eleger como unidade mínima de sentido a frase elementar'. Isso é, uma palavra adquire um sentido preciso só dentro de um contexto; além disso, ao inserir uma palavra dentro de uma frase, ganha-se a vantagem de manusear uma sequência passível de ser julgada como aceitável ou inaceitável. É o preço a pagar por poder definir propriedades sintático-semânticas com suficiente precisão para que faça sentido pô-las à prova em confronto com todo o léxico. Essas precauções evoluiram em função das necessidades e do surgimento de novos meios técnicos. Por exemplo, a partir do início dos anos 1990, os contribuidores do léxico-gramática puderam cada vez mais facilmente aproveitar exemplos atestados em corpus. Essa nova precaução acrescentou-se às precedentes, e o léxico-gramática passou a situar-se simultaneamente no âmbito da linguística introspectiva e da linguística de corpus, um pouco como preconizava Charles Fillmore. Os projetos americanos FrameNet e VerbNet, aliás, apresentam traços que manifestam uma relativa convergência para objetivos próximos dos do léxico-gramática.

## Formalização
O léxico-gramática também prevê uma exigência de formalização. Os resultados da descrição devem ser formais o suficiente para que possam ser:
- verificados por conferição com a realidade do uso,
- postos em prática por informatas no processamento automático das línguas, entre outras através da realização de analisadores sintáticos.
Essa necessidade de formalização motivou a adoção de um modelo discretizado da sintaxe e da semântica. Por exemplo, a aceitabilidade é representada por uma propriedade binária: para as necessidades da descrição, uma frase é considerada quer como aceitável, quer como inaceitável, como na gramática gerativa e pelas mesmas razões. Além disso, a ambiguidade lexical é representada através de uma cuidadosa separação
de uma palavra em um número inteiro de itens lexicais, que são distintos uns dos outros como dois itens
relativos a palavras morfologicamente diferentes: por exemplo, os diferentes sentidos de jogar em jogar gamão, jogar moedas na fonte...
correspondem a itens distintos. As propriedades
sintático-semânticas dos itens (por exemplo, as estruturas de frase em que pode entrar um determinado verbo, ou a distribuição de seu sujeito), formam
uma lista que é metodicamente testada com todos os itens. As propriedades são identificadas por
títulos relativamente informais, como {\displaystyle N_{0}\,V\,N_{1}\,W\,=\,N_{1}\,V\,W}, que
representa uma transformação entre duas estruturas de frases (ou
construções sintáticas) que pertencem a um único item.
A noção de item lexical, pois, não é confundida com a de construção sintática. Por isso, evita-se
o termo "quadro de subcategorização", frequentemente utilizado no contexto de modelos que
tendem a considerar que existe uma bijecção entre as duas noções. No quadro do léxico-gramática, as
decisões de classificação ("subcategorização") de um item lexical não são baseadas, em geral, em uma única construção ("quadro"), e sim no conjunto das construções sintáticas relacionadas
ao item. Enfim, são tomadas em consideração unicamente as propriedades
para as quais é possivel encontrar um procedimento que permita determinar de uma forma suficientemente confiável
se um determinado item a possui ou não. Tal procedimento é determinado
experimentalmente, testando com um vocabulário extenso a reprodutibilidade dos julgamentos. Uma
propriedade, portanto, não é representada como um continuum, e sim como binária.
Com a adoção deste modelo, uma etapa essencial da descrição de uma língua com o método do léxico-gramática
consiste em observar e registrar as propriedades dos itens lexicais.
Os resultados da descrição,
portanto, tomam naturalmente a forma de tabelas de dupla entrada, chamadas tabelas,
tábuas ou
matrizes, que cruzam os itens lexicais com as
propriedades sintático-semânticas.
A descrição da estrutura das frases necessita a identificação de um conjunto de argumentos
característico de cada item predicativo; especificamente, põem-se em aplicação princípios para
distinguir os argumentos (sujeito e objetos ou complementos essenciais)
dos complementos não essenciais (adjuntos adverbiais ou complementos circunstanciais).

## Resultados
Os resultados obtidos pela aplicação desse método por algumas dezenas de
linguistas durante algumas dezenas de anos são uma base de informações
sintático-semânticas para o processamento automático das línguas.
Pode-se julgar a qualidade desta base de informações com base:
- no seu volume, avaliado em número de itens,
- na riqueza dos fenômenos linguísticos tomados em conta, avaliada em número de propriedades,
- e no seu grau de formalização.
Em francês, mais de 75 000 itens foram estabelecidos; descrições mais ou menos
substanciais, conformes ao mesmo modelo, existem para uma dezena de outras línguas, sendo
melhor representados o português, o italiano, o grego moderno e o coreano.
Foram efetuados e publicados estudos no quadro do léxico-gramática sobre substantivos
predicativos a partir dos anos 1970, e sobre
expressões fixas a partir dos anos 1980.
A noção de substantivo predicativo procede dos trabalhos de Zellig Harris. Origina-se na ideia de que se, por exemplo, o
verbo estudar é analisado como sendo o predicado na frase Luca estuda os eclipses, é
natural analisar o substantivo estudo (ou a sequência fazer um estudo) como sendo o predicado na
frase Luca faz um estudo sobre os eclipses. Em tal caso, o referido substantivo é qualificado de predicativo. Já o verbo que vem junto, no caso, fazer, é chamado verbo suporte.
A ideia foi aplicada metodicamente no quadro do léxico-gramática a partir dos anos 1970   .
Os contribuidores do léxico-gramática usam o termo de  expressão idiomática, fixa ou cristalizada quando uma
expressão (por exemplo jogar fora) possui propriedades específicas (no caso, o sentido) que
justificam que se lhe dedique um item lexical, embora seja constituída por
vários elementos (jogar e fora) que, de uma forma ou de outra, podem ser descritos como
palavras.
Um programa metódico de descrição dessas expressões foi empreendido no quadro do
léxico-gramática a partir dos anos 1980   .

## Cumulatividade
Essas experimentações comprovaram que vários indivíduos ou equipes podem alcançar resultados
idênticos. A resultante reprodutibilidade garante a cumulatividade das descrições. Este
resultado é crucial para o futuro do processamento automático das línguas:
a quantidade de dados que devem ser acumulados e representados dentro de um modelo coerente é tanta
que numerosas equipes de pesquisa e desenvolvimento devem cooperar, e deve ser possível fusionar
seus resultados sem ter que reescrever partes substanciais da gramática e do léxico de
cada língua. Está longe de ser fácil cumprir essa exigência, pois existem poucos exemplos de
gramáticas de um tamanho significativo que não sejam a obra de um único especialista.